# عادل أشكناني
الميرزا عادل مرتضى أشكناني شاعر حسيني 
من مواليد دولة الكويت – 1988 م يرجع نسبه إلى عائلة أشكناني الشهيرة في ايران. تعود جذور عائلة والدته إلى الإمام موسى بن جعفر - وهذا ماسبب حمله للقب الميرزا حَيثُ يُعطى لمن لديّه صلة مع رَسول الله من جهة الوالده - فوالدته العلويّة من أسرة الميلاني المعروفة بالعلم والتقوى، حيث أن المرجع آية الله العظمى السيد هادي الميلاني يكون عم والدته الأكبر . للشاعر الكثير من البصمات مع خدّام آل البيت وعلى رأسهم الرادود باسم الكربلائي و مُحمد باقِر الخاقاني .من ابرز قصائده المعرفة [خطار اجاني ، اكتب عذابي ، كلمن نصيبة ، وغيرهن ...] لدى ميرزا عادل الاشكناني حسينية في ايران و تحديدا قم القدسة 
وتعرف حسينيته بأسم [السيدة نجمة أم الرضا] عليهما السلام ولديه اعمال اخرى منها تعليم الشعر للشباب العرب المقيمون في قم المقدسة 
تعديل المقالة بواسطة مصطفى حميد الجادري